# Aleksej Oktjabrinovič Balabanov
Aleksei Oktjabrinovič Balabanov (in russo Алексе́й Октя́бринович Балаба́нов?; Ekaterinburg, 25 febbraio 1959 – San Pietroburgo, 18 maggio 2013) è stato un regista e sceneggiatore sovietico, russo dal 1991.

## Biografia
È conosciuto soprattutto per il film del 1997 Brother (Brat), che ha vinto diversi premi, e per il suo seguito Il fratello grande (Brat 2), più orientato all'azione. Nel 2007 dirige Cargo 200, film di durissima ma sapiente accusa verso l'Unione Sovietica.

## Filmografia

### Regista
- Ranshe bylo drugoe vremya - cortometraggio (1987)
- U menya net druga - cortometraggio (1988)
- O vozdushnom letanii v Rossii - cortometraggio (1989)
- Nastya i Egor - cortometraggio (1989)

- Sčastlivye dni (1991)
- Zamok (1994)
- Pribytie poezda, co-regia di Vladimir Chotinenko, Aleksandr Chvan e Dmitriy Meskhiev (1995) - (segmento "Trofim")
- Brother (Brat) (1997)
- Pro urodov i ljudej (1998)
- Il fratello grande (Brat 2) (2000)
- Vojna (2002)
- Reka (2002)
- Žmurki (2005)
- Mne ne bol'no (2006)
- Cargo 200 (Gruz 200), co-regia di Laura Obiols (2007)
- Morfij (2008)
- Kočegar (2010)
- Voglio anch'io (Ya tozhe khochu) (2012)